# オストロク聖書
『オストロク聖書』（オストロクせいしょ、ウクライナ語: Острозька Біблія、ロシア語: Острожская Библия、英語: Ostrog Bible ）は、1581年に成立した、キリスト教聖書全書（旧約・新約）の初の教会スラブ語訳である。ポーランド・リトアニア共和国のオストロク（現在はウクライナ・リウネ州オストロフ）で作られたので、この名がある。
教会スラブ語テキストは、1499年の『ゲンナディ聖書』を含むあらゆる資料から集められて、ヘラシム・スモトルイツキー（Herasym Smotrytsky）が正教会の伝統に則って「マソラ本文」（ヘブライ語）はでなく、『七十人訳聖書』（その「アレクサンドリア写本」）に照らして正確性を確かめている。印刷はイヴァン・フョードロフがオストログスキ家の当主コンスタンティ・ヴァシーリ・オストログスキ大公の協力を得て行なった。
『オストロク聖書』は1,256ページの膨大な作業を伴う功績であった。オストログスキ大公は聖書のコピーを教皇グレゴリウス13世とイヴァン大帝へ送っている。大帝はイギリス大使にも送っている。フョードロフは400冊を印刷して、現在300冊のみが残っている。

## 関連文献
- 岩田行雄「ロシアにおける書籍印刷(第4回)」『早稲田大学図書館紀要』第46巻、早稲田大学図書館、1999年3月、1-87頁、ISSN 02892502、2024年3月3日閲覧。